# Ivana Blazna
Ivana I. Kastiljska (6. november 1479, Toledo – 12. april 1555, Tordesillas), poznana tudi kot Ivana Blazna (špansko Juana la Loca), je bila kraljica Kastilije od 1504 dalje in Aragonskega kraljestva od 1516 dalje. Leta 1496 se je poročila s Filipom Lepim, avstrijskim nadvojvodo. Zaradi smrti svojega brata Ivana in starejše sestre Izabele ter smrti nečaka Miguela je leta 1500 postala kastiljska in aragonska prestolonaslednica. Čeprav je bila kraljica Kastilije, je imela majhen vpliv na politiko, saj je bila razglašena za blazno in je bila zaprta v gradu v Tordesillasu vse do svoje smrti. Od 1516, ko je njen sin Karel I. Španski vladal kot kralj, je bila Ivana Blazna njegov somonarh. 

## Zgodnje življenje
Ivana je bila tretji otrok in druga hči Ferdinanda II. Aragonskega in Izabele I. Kastiljske.  Njeni bratje in sestre so bili Izabela Asturska, asturski princ Ivan, Marija Aragonska in Katarina Aragonska. 

### Izobrazba
Že od mladosti dalje je bila šolana kot neverjetna dedinja prestola, njeno šolanje pa je temeljilo bolj na poslušnosti kot na vladanju, ki je bil temelj izobrazbe princa prestolonaslednika. Njena akademska  izobrazba je vključevala kanonsko in civilno pravo, rodoslovje, gramatiko, zgodovino, jezike, matematiko, filozofijo, branje, pravopis in pisanje. Njeni tutorji so bili dominikanski duhovnik Andrés de Miranda, Beatriz Galindo in njena mati kraljica Izabela. Njena kraljevska izobrazba pa je vključevala ples, slikanje, dobre manere, glasbo in šivanje.

### Verski skepticizem
Že leta  1495 je Ivana začela kazati znake verskega skepticizma in majhno predanost bogoslužju in katoliškim obredom. To je še posebej vznemirilo njeno mater Izabelo, ki je leta 1478 ustanovila špansko inkvizicijo, zato se je še posebej trudila, da verski skepticizem njene hčere ostane prikrit javnosti.

### Poroka
Katoliška kralja sta preko porok svojih otrok sklepala zavezništva po Evropi in tako sta se dogovorila za poroko njune hčerke Ivane Blazne s Filipom I. Kastiljskim, poznanim tudi kot Filip Lepi, avstrijskim nadvojvodo in sinom cesarja Maksimiljana I. in Marije Burgundske. Ta zakon naj bi pomagal tako rodbini Trastámara kot Habsburžanom v boju proti vse večji francoski moči. Avgusta 1496 se je Ivana podala na pot v Flandrijo, kjer je 20. oktobra istega leta v mestu Lier, v današnji Belgiji, potekal poročni obred. Med leti 1498 in 1507 je rodila šest otrok, dva fantka (Karel I. Španski, Ferdinand I. Habsburški) in štiri deklice (Eleonora, Izabela, Marija in Katarina). Vsi ti otroci so kasneje postali ali cesarji ali kraljice.

## Kastiljska kraljica
Po smrti brata Ivana, starejše sestre Izabele in nečaka Miguela je Ivana postala prestolonaslednica Kastilije in Aragonije. Leta 1502 jo je kastiljski cortes v Toru priznal kot prestolonaslednico in Filipa kot princa soproga. Dobila je naslov asturske princese, ki je tradicionalno pripadal dediču kastiljskega prestola. Istega leta je Ivana skupaj s Filipom potovala v Toledo, da bi prisegla zvestobo kastiljskemu cortesu kot asturska princesa in prestolonaslednica.
Po smrti njene matere kraljice Izabele I. Kastiljske 26. novembra 1504, je Ivana postala kastiljska kraljica. Njen oče Ferdinand II. Aragonski ni želel, da bi njegova hčerka vladala v Kastiliji, zato je leta 1505 prepričal cortes, da je Ivana bolna in ne more vladati. Tako je cortes Ferdinanda določil za Ivaninega skrbnika in administratorja kraljestva Kastilija. Ferdinandova želja po kastiljskem prestolu je bila tako močna, da se je odločil za pro francosko politiko in se je poročil z Germano de Foix, sestrično francoskega kralja Ludvika XII. Upal je, da bo ta zakon prinesel sina, ki bo postal aragonski prestolonaslednik, saj ni želel, da bi ga nasledila hči Ivana I. Kastiljska.
Ferdinandova poroka je v Kastiliji povečala podporo Ivani in Filipu, par pa se je odločil, da bo odpotoval v Kastilijo. Njuna pot je bila dolga, saj sta vmes naletela na nekaj težav in zato sta morala nekaj časa preživeti na angleškem dvoru, v tem času pa je Kastiliji grozil izbruh državljanske vojne. Ko sta 26. aprila 1506 prispela v A Coruña, je kastiljsko plemstvo množično zapuščalo Ferdinanda. Junija istega leta sta se Filip in Ferdinand na skrivaj dogovorila, da se bo Ferdinand umaknil v Aragonijo, kraljestvo Kastilijo pa prepustil Ivani in Filipu. Na njunem drugem sestanku, sta podpisala drugi skrivni sporazum, v katerem sta se strinjala da je Ivana nesposobna za vladanje in sta obljubila, da jo bosta izključila iz vladanja in ji odvzela tako krono kot svobodo. Ferdinand se je še isti dan obrnil nasproti dogovoru za odvzem krone Ivani. Ker v naslednjih tednih s Filipom nista uspela podpisati novega sporazuma, se je odločil zapustiti Kastilijo in pustil, da je Filip vladal namesto Ivane.
Cortes je 12. julija 1506 prisegel zvestobo Filipu I. in Ivani kot kralju in kraljici Kastilije in Leona in njunemu sinu Karlu I. kot prestolonasledniku. Ta dogovor je trajal le nekaj mesecev, saj je 25. septembra 1506 Filip I. po nekajdnevni bolezni v Burgosu umrl. Javno mnenje je bilo, da ga je njegov tast Ferdinand II. Aragonski zastrupil, saj že od nekdaj ni maral njegovega habsburškega izvora in z njim ni želel deliti moči. 
Decembra 1506 je bila Ivana v Torquemadi v Kastiliji, kjer je poskušala uveljaviti pravico do samostojnega vladanja kot kraljica Kastilije. V državi je vladal nemir, Ferdinand II. pa je s svojim obstankom v Aragoniji dovoljeval, da kriza in nemir v državi rasteta.
Ustanovljen je bil regentski koncil pod vodstvom nadškofa Cisnerosa in v nasprotju s kraljičinimi ukazi. Kraljica ni uspela pridobiti sredstev za zaščito svoje moči. Ferdinand II. se je julija 1507 vrnil v Kastilijo, kjer se je srečal z Ivano in jo je prisilil, da mu je odstopila moč nad Kastilijo in Leonom.  17. avgusta istega leta je bil sklican kraljevi koncil, kjer je bila priznana oblast Ferdinandu II. Jasno je bilo, da je bilo to v nasprotju z željami Ivane, ki se ni hotela odreči svoje kraljeve oblasti.
Kljub temu, je bila od takrat dalje kraljica samo po nazivu, saj je vse vodil njen oče Ferdinand II. Aragonski, njo pa je dal februarja 1509 zapreti v kraljevo palačo v Tordesillasu, v kateri je ostala zaprta vse do svoje smrti leta 1555.
V zadnjem obdobju življenja je Ferdinand II. želel, da bi ga nasledil Ivanin sin Ferdinand I., ki je bil rojen in vzgojen v Kastiliji, in ne Ivana ter Karel I. To je navedel tudi v svoji oporoki, ki pa jo je moral pred smrtjo spremeniti in tako sta njegova dediča postala Ivana I. Kastiljska in Karel I. Po Ferdinandovi smrti leta 1516 je v Aragoniji v odsotnosti Karla I., ki je bil še vedno v Flandriji, vladal Ferdinandov nezakonski sin Alonso Aragonski, v Kastiliji in Leonu pa je kot regent vladal nadškof Cisneros.
Oktobra 1517 je sedemnajstletni Karel I. prispel v Asturijo, mesec pozneje pa je s sestro Eleonoro obiskal mati Ivano Blazno, od katere je pridobil nujna pooblastila, da je lahko kot sovladar vladal Kastiliji, Leonu in Aragoniji. Kljub temu, da je Ivana pooblastila sina Karla I. za vladanje je ostala zaprta v Tordesillasu.
Karel I. je 1519 vladal Kraljestvu Aragon in Kraljestvu Kastilija in Leon v personalni uniji. Istega leta je bil Karel izbran za cesarja Svetega rimskega cesarstva. Kraljestvi Kastilija in Aragonija sta do 18. stoletja ostala v personalni uniji, kasneje pa so jih združili Bourboni. Karel I. je sčasoma odstopil s prestola Svetega rimskega cesarstva, na prestolu katerega ga je nasledil njegov brat Ferdinand I.
Karel I. si je svojo prevlado in prestol zagotovil s tem, da je svojo mati Ivano I. Kastiljsko do konca njenega življenja obdržal zaprto v Tordesillasu. Njeno stanje se je slabšalo, postala naj bi celo prepričana, da jo nekatere izmed nun, ki skrbijo zanjo želijo umoriti. Po poročanju naj bi ji težave povzročalo prehranjevanje, spanje, kopanje in preoblačenje.
V času regentstva Ferdinanda II. je imela Ivana I. Kastiljska pri sebi svojo najmlajšo hčer Katarino Aragonsko. Ta je ostala v njeni družbi vse do leta 1526, ko se je poročila z Ivanom III. Portugalskim.
V njenih zadnjih letih življenja, se je njeno psihično stanje strmo slabšalo in še povečala se je njena gibalna nezmožnost.
Ivana I. Kastiljska je umrla na velikonočni petek, 12. aprila 1555 v starosti 75 let v kraljevi palači v Tordesillasu.

## Upor Comunerov
Upor je izbruhnil leta 1520 kot odgovor na vpliv, ki so ga imeli Habsburžani preko Karla V. nad Kastilijo. Uporniki so zahtevali, da se v Kastiliji vlada v skladu s praksami katoliških monarhov. V upanju, da bi njihov upor postal legitimen so se na pomoč obrnili k Ivani Blazni, ki bi z odobritvijo upora zagotovila njegovo legitimnost in uspešnost. To je poskusil preprečiti Antonio de Rojas Manrique, ki je z delegacijo kraljevih svetnikov odpotoval v Tordesillas, kjer je prosil Ivano, naj podpiše dokument, ki ta upor obsoja. Čeprav je Ivana simpatizirala s Comuneri, sta jo Ochoa de Landa in njen spovednik Ivan de Avila prepričala, da  bi upor lahko nepopravljivo škodil državi in vladanju njenega sina.

## Duševno zdravje
V mladosti je bila zelo inteligentna, kar se je odražalo tudi v njenih akademskih dosežkih. Po poroki pa so se pojavili prvi sumi glede njenega duševnega zdravja. Nekateri zgodovinarji so mnenja, da je trpela za melanholijo, depresijo ali shizofrenijo.
Ker so njen sporog, njen oče in njen sin zaradi želje po oblasti in prestolu, vztrajali, da je Ivana duševno bolana, je imela samo naslov kraljice Kastilije, Leona in Aragonije, ni pa imela nobene prave moči in oblasti v kraljestvih.
Debate okrog njenega duševnega zdravja do današnjega dne ostajajo kontroverzne. Pojavljale so se tudi špekulacije, da je Ivana duševno bolezen podedovala od svoje babice po materni strani, Izabele Portugalske.

## Ivana I. Kastiljska v umetnosti
V času romantike se je velikokrat pojavil motiv Ivane Blazne v slikarstvu. Verjetno eno bolj znanih del, ki jih je navdihnila Ivana Blazna, je slika Gospa Ivana Blazna (Doña Juana la Loca), slikarja Francisca Pradilla y Ortiz, ki je trenutno razstavljena v muzeju Prado v Madridu.
Motiv in življenje Ivane Blazne je upodobljen tudi v več dramskih delih, kot na primer v delu Sveta Ivana Kastiljska avtorja Benita Pérez Galdósa.
Poleg tega, je na lik Ivane Blazne prisoten tudi v filmu in na televiziji, v operah in poeziji.